# 若い女性の肖像 (ファン・デル・ウェイデン)
『若い女性の肖像』（わかいじょせいのしょうぞう, 蘭: Portret van een jonge vrouw, 独: Bildnis einer jungen Frau, 英: Portrait of a Young Woman）は、初期フランドル派の画家ロヒール・ファン・デル・ウェイデンが1435年から1440年頃に制作した肖像画である。油彩。確かな証拠は見つかっていないが、画家の妻エリザベト・ホッファール（Elisabeth Goffaert）を描いたものではないかとする説がある。夫妻の肖像画を対として描いたものではなく、単独で制作されたものと考えられている。現在はベルリンの絵画館に所蔵されている。

## 作品
若い女性はわずかに右を向いた半身像として描かれている。彼女は黒い裏地が入ったV字型のネックラインが特徴の茶色のドレスの上に幅広の白いエナンを身に着ている。ファン・デル・ウェイデンの女性の肖像画ではよくあるが、彼女の両手は祈りの中でしっかり握り締められ、表情は概して謙虚である。その一方で珍しい要素として女性が鑑賞者を直接見つめていることが挙げられる。それによってモデル、鑑賞者、画家の間に親密な関係を作り出している。美術史家ローン・キャンベル）は「魅力的で活気がある」と説明している。
モデルは異常に明るく、大きく、魅力的な青い目をしている。目の表現は左方向の頭部の回転の大きさを反映するために画家がモデルの左目のサイズを縮小しなかった点で、おそらく同時代的な表現の範囲外と考えられる。ファン・デル・ウェイデンは画面右上に光源を設定し、彼女のドレスの暗い色調と頭の大きさに対して、右上から降り注ぐ光でヴェールと肌の輝くような白を対比させている。
肖像画は水平線と垂直線を組み合わせて構成されている。ヘッドドレスの縦の線が肩や胸の線に溶け込む一方、ヴェールの水平方向の折り目は、彼女の上唇と下唇によって形成される線に対して設定されている。彼女の個性的な顔立ちを考えると、ファン・デル・ウェイデンは明らかに実在の人物の研究に基づいて描いた。しかし図像には抽象化の要素が存在している。モデルの比較的地味な服装と、品のある顔立ち、強調された胸から、おそらく中産階級の一員であると考えられる。
通常、本作品はファン・デル・ウェイデンの初期の作品であり、おそらくブリュッセルで画家としての地位を確立してから約5年後の1440年までさかのぼると考えられている。
本作品の重要性はブルッヘのグルーニング美術館に所蔵されているヤン・ファン・エイクが1439年に描いた妻の肖像画『マルガレット・ファン・エイクの肖像』（Portret van Margareta van Eyck）との比較から指摘されている。両作品はいずれも鑑賞者を見つめている点で共通している。当時の肖像画はモデルが虚空を見つめたり、あるいは二連祭壇画では聖母マリアを見つめる姿で描かれることが多かった。ところが本作品はそうした肖像画とは異なり、女性は鑑賞者をまっすぐに見つめ、共感と理解を表しているように見える。このように、モデルの視線と鑑賞者との交流をモチーフとしている点で、当時の肖像画としては革新的である。ファン・デル・ウェイデンはヤン・ファン・エイクとともに、この新しい要素を肖像画にもたらしたオランダの最初期の画家であった。両作品のうちヤン・ファン・エイクの肖像画は抑制的な視線であるのに対して、ファン・デル・ウェイデンの肖像画はより直接的である。しかしどちらの肖像画もモデルに対する新しい心理的洞察を示している。両作品の比較から、本作品はファン・デル・ウェイデンの妻エリザベト・ホッファールをモデルにしたと広く信じられるようになったが、今のところ証明されていない。
この肖像画はまたファン・デル・ウェイデンとロベルト・カンピンによる他の女性の肖像画と類似している。実際、両者の女性の肖像画の類似性は非常に強いため、誤って帰属されることもあった。

## 来歴
肖像画はサンクトペテルブルクのソルティコフ公爵夫人（Princess Soltikoff）のコレクションに所蔵されていたが、1908年にベルリン美術館によって購入された。

## ギャラリー

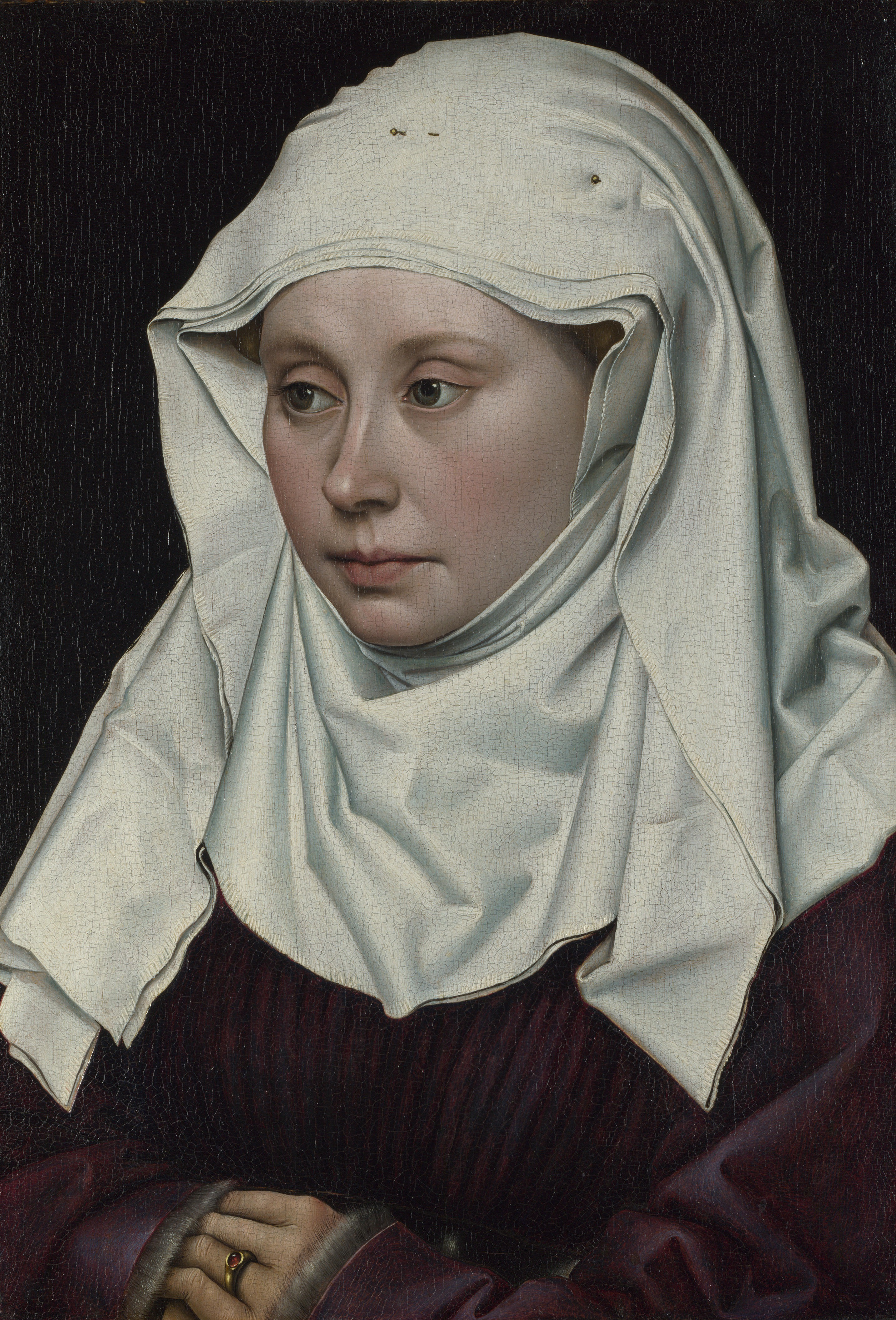
ロベルト・カンピン『女性の肖像』1435年 ロンドン・ナショナル・ギャラリー所蔵
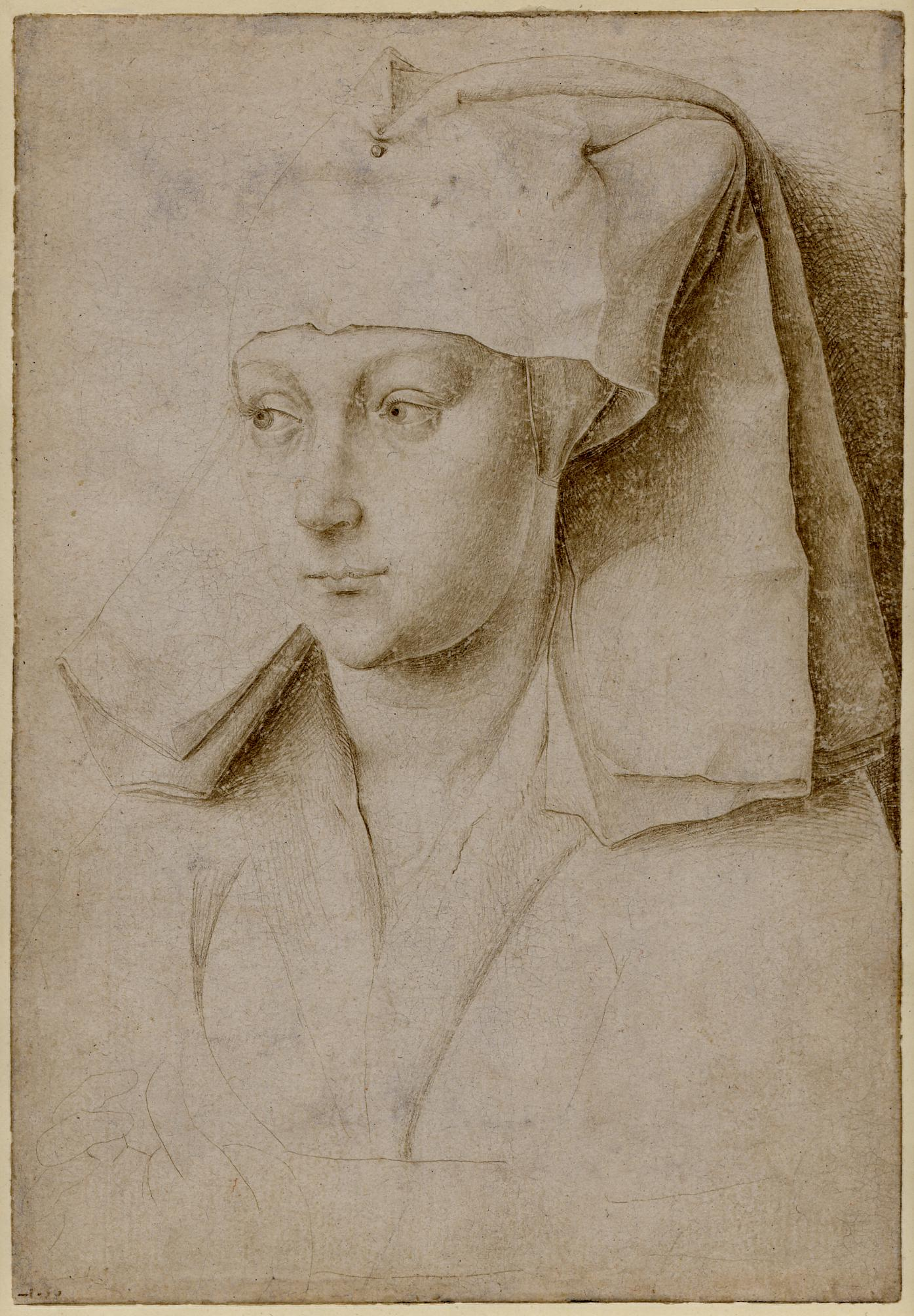
ローヒル・ファン・デル・ウェイデン『未知の若い女性の肖像』1435年-1440年頃 大英博物館所蔵
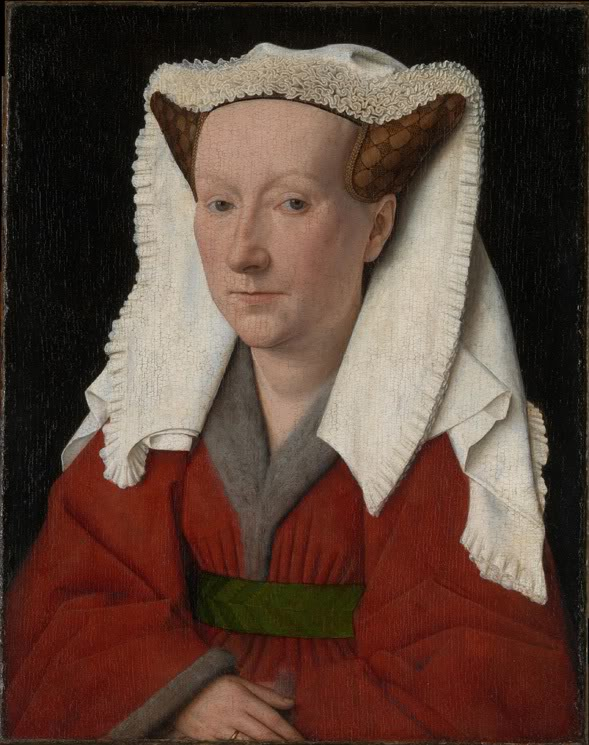
ヤン・ファン・エイク『マルガレット・ファン・エイクの肖像』1439年 グルーニング美術館所蔵